# Ariaramnés
Ariaramnés (staropersky Arijáramna, akkadsky Ariaramna, elamsky Harrijaraumna, řecky Ἀριαράμνης) byl perský král z rodu Achaimenovců, syn Teispa a bratr Kýra I. Vládl přibližně od roku 640 př. n. l., zemřel kolem roku 590 př. n. l. Jeho jméno ve staroperštině znamená „Upokojující Árje“.
V perských državách byl Ariaramnés králem souběžně se svým bratrem Kýrem I., vládcem Anšanu, ale jinak o něm není nic jistého známo. Podle Behistunského nápisu byl předkem mladší linie Achaimenovců, z níž pocházeli všichni perští králové počínaje Dareiem I. Nápis z Ektaban, přisuzovaný Ariaramnovi, je pozdějším achaimenovským falzem. Jeho synem a patrně i následníkem byl Arsamés.